# Leucophora apivora
Leucophora apivora är en tvåvingeart som först beskrevs av Aldrich 1919.  Leucophora apivora ingår i släktet Leucophora och familjen blomsterflugor. Inga underarter finns listade i Catalogue of Life.